# Dariusz Adamczuk
Dariusz Adamczuk (Stettino, 21 ottobre 1969) è un ex calciatore polacco, di ruolo centrocampista.

## Carriera

### Club
Ha cominciato la propria carriera nel 1987, con il Pogoń Stettino, squadra della sua città natale, prima di vestire le maglie di Eintracht Francoforte (Germania), Dundee e Rangers (Scozia), Udinese (Italia, 2 sole presenze), Belenenses (Portogallo) e Wigan (Inghilterra). All'Udinese arriva nel 1993 ma vi resta pochissimo, giocando appena due partite. Il periodo migliore della sua carriera corrisponde alla sua permanenza in Scozia, al Ranger Glasgow, dove nel 2000 vince il Campionato Scozzese e nel 2002 la Coppa di Scozia e la Coppa di Lega Scozzese. Dopo tre anni di inattività nel 2006 torna a giocare per una stagione nel Pogon Stettino Nowa nella seconda serie polacca. Nel 2008 viene nominato vicepresidente della società, per la quale, nel 2010, comincia pure ad allenare a causa dei problemi finanziari.

### Nazionale
Con la nazionale polacca tra il 1992 e il 1999 colleziona 11 presenze e 1 gol. Con la nazionale under-23 ha preso parte, vincendo la medaglia d'argento, al torneo di calcio delle Olimpiadi di Barcellona 1992.

## Statistiche

### Cronologia presenze e reti in nazionale
| Cronologia completa delle presenze e delle reti in nazionale ― Polonia | Cronologia completa delle presenze e delle reti in nazionale ― Polonia | Cronologia completa delle presenze e delle reti in nazionale ― Polonia | Cronologia completa delle presenze e delle reti in nazionale ― Polonia | Cronologia completa delle presenze e delle reti in nazionale ― Polonia | Cronologia completa delle presenze e delle reti in nazionale ― Polonia | Cronologia completa delle presenze e delle reti in nazionale ― Polonia | Cronologia completa delle presenze e delle reti in nazionale ― Polonia |
| Data                                                                   | Città                                                                  | In casa                                                                | Risultato                                                              | Ospiti                                                                 | Competizione                                                           | Reti                                                                   | Note                                                                   |
| ---------------------------------------------------------------------- | ---------------------------------------------------------------------- | ---------------------------------------------------------------------- | ---------------------------------------------------------------------- | ---------------------------------------------------------------------- | ---------------------------------------------------------------------- | ---------------------------------------------------------------------- | ---------------------------------------------------------------------- |
| 19-5-1992                                                              | Salisburgo                                                             | Austria                                                                | 2 – 4                                                                  | Polonia                                                                | Amichevole                                                             | -                                                                      |                                                                        |
| 26-8-1992                                                              | Jakobstad                                                              | Finlandia                                                              | 0 – 0                                                                  | Polonia                                                                | Amichevole                                                             | -                                                                      | 55’                                                                    |
| 14-10-1992                                                             | Rotterdam                                                              | Paesi Bassi                                                            | 2 – 2                                                                  | Polonia                                                                | Qual. Mondiali 1994                                                    | -                                                                      | 47’                                                                    |
| 13-4-1993                                                              | Radom                                                                  | Polonia                                                                | 2 – 1                                                                  | Finlandia                                                              | Amichevole                                                             | -                                                                      |                                                                        |
| 29-5-1993                                                              | Chorzów                                                                | Polonia                                                                | 1 – 1                                                                  | Inghilterra                                                            | Qual. Mondiali 1994                                                    | 1                                                                      |                                                                        |
| 8-9-1993                                                               | Londra                                                                 | Inghilterra                                                            | 3 – 0                                                                  | Polonia                                                                | Qual. Mondiali 1994                                                    | -                                                                      | 65’ 78’                                                                |
| 27-10-1993                                                             | Istanbul                                                               | Turchia                                                                | 2 – 1                                                                  | Polonia                                                                | Qual. Mondiali 1994                                                    | -                                                                      |                                                                        |
| 17-11-1993                                                             | Poznań                                                                 | Polonia                                                                | 1 – 3                                                                  | Paesi Bassi                                                            | Qual. Mondiali 1994                                                    | -                                                                      | 48’                                                                    |
| 3-3-1999                                                               | Varsavia                                                               | Polonia                                                                | 1 – 0                                                                  | Armenia                                                                | Amichevole                                                             | -                                                                      | 46’                                                                    |
| 31-3-1999                                                              | Chorzów                                                                | Polonia                                                                | 0 – 1                                                                  | Svezia                                                                 | Qual. Euro 2000                                                        | -                                                                      | 82’ 84’                                                                |
| 18-8-1999                                                              | Varsavia                                                               | Polonia                                                                | 1 – 2                                                                  | Spagna                                                                 | Amichevole                                                             | -                                                                      | 20’ 87’                                                                |
| Totale                                                                 |                                                                        | Presenze                                                               | 11                                                                     |                                                                        | Reti                                                                   | 1                                                                      |                                                                        |

| Cronologia completa delle presenze e delle reti in nazionale ― Polonia olimpica | Cronologia completa delle presenze e delle reti in nazionale ― Polonia olimpica | Cronologia completa delle presenze e delle reti in nazionale ― Polonia olimpica | Cronologia completa delle presenze e delle reti in nazionale ― Polonia olimpica | Cronologia completa delle presenze e delle reti in nazionale ― Polonia olimpica | Cronologia completa delle presenze e delle reti in nazionale ― Polonia olimpica | Cronologia completa delle presenze e delle reti in nazionale ― Polonia olimpica | Cronologia completa delle presenze e delle reti in nazionale ― Polonia olimpica |
| Data                                                                            | Città                                                                           | In casa                                                                         | Risultato                                                                       | Ospiti                                                                          | Competizione                                                                    | Reti                                                                            | Note                                                                            |
| ------------------------------------------------------------------------------- | ------------------------------------------------------------------------------- | ------------------------------------------------------------------------------- | ------------------------------------------------------------------------------- | ------------------------------------------------------------------------------- | ------------------------------------------------------------------------------- | ------------------------------------------------------------------------------- | ------------------------------------------------------------------------------- |
| 24-7-1992                                                                       | Saragozza                                                                       | Polonia olimpica                                                                | 2 – 0                                                                           | Kuwait olimpica                                                                 | Olimpiadi 1992 - 1º turno                                                       | -                                                                               | 5’                                                                              |
| 27-7-1992                                                                       | Barcellona                                                                      | Italia olimpica                                                                 | 0 – 3                                                                           | Polonia olimpica                                                                | Olimpiadi 1992 - 1º turno                                                       | -                                                                               |                                                                                 |
| 29-7-1992                                                                       | Saragozza                                                                       | Stati Uniti olimpica                                                            | 2 – 2                                                                           | Polonia olimpica                                                                | Olimpiadi 1992 - 1º turno                                                       | -                                                                               | 83’                                                                             |
| 1-8-1992                                                                        | Barcellona                                                                      | Polonia olimpica                                                                | 2 – 0                                                                           | Qatar olimpica                                                                  | Olimpiadi 1992 - Quarti di finale                                               | -                                                                               | 80’                                                                             |
| 5-8-1992                                                                        | Barcellona                                                                      | Polonia olimpica                                                                | 6 – 1                                                                           | Australia olimpica                                                              | Olimpiadi 1992 - Semifinale                                                     | -                                                                               | 58’                                                                             |
| Totale                                                                          |                                                                                 | Presenze                                                                        | 5                                                                               |                                                                                 | Reti                                                                            | 0                                                                               |                                                                                 |

## Palmarès

### Club
- Campionato scozzese: 1

Rangers: 1999-2000
- Coppa di Scozia: 1

Rangers: 2002
- Coppa di Lega scozzese: 1

Rangers: 2002

### Nazionale
- Argento olimpico: 1

Barcellona 1992